# Janne Vängmans bravader
Janne Vängmans bravader är en svensk komedifilm från 1948, i regi av Gunnar Olsson.

## Om filmen
Filmen premiärvisades 20 september 1948 på biograferna Palladium i Härnösand och China i Sundsvall. Den spelades in vid AB Europa Studio i Sundbyberg med exteriörer från Viksjötrakten i Ångermanland av Karl-Erik Alberts. Som förlaga har man Johan Rudolf Sundström romansvit om Janne Vängman.

## Roller i urval
- Adolf Jahr - Janne Vängman
- Artur Rolén - Erik Nordiäng
- Ulla Zetterberg - Annika Persson
- Ingemar Pallin - Olle Nordiäng, Eriks son
- Hugo Jacobson - Jon Persson, Annikas far, storbonde
- Åke Engfeldt - Gustaf Boman, predikant
- Rut Holm - Jon Perssons fru
- Sven Bergvall - länsman Värn
- Ivar Kåge - kyrkoherde Levén
- Anders Börje - Karl-Gustav Svensson, flottare
- Dagmar Olsson - Albertina, piga hos Jon Persson
- David Erikson - Sundman, nämndeman
- Julia Cæsar - Dahlkvistskan, skvallertant
- Gösta Gustafson - Erik Vreding
- Svea Holst - Malin, Janne Vängmans fru

## Filmmusik i urval
- Spiskroksvalsen, kompositör Kal Dompan, text Rosa Grünberg, instrumental.
- Hipp och Hopp, kompositör Björn "Nalle" Halldén, text Harry Erneclou, instrumental.
- Rallarevisa (Halldén), kompositör Björn "Nalle" Halldén, instrumental.
- Orgelpreludium (Kruse), kompositör Gustaf Kruse, instrumental.
- Alla mina ord och tankar, svensk text 1691 Jakob Arrhenius svensk text 1979 Anders Frostenson, framförs med melodin till psalmen Hela världen fröjdes Herran
- Midsommarhambo, kompositör Erik Baumann, instrumental.
- Midsommarvals, kompositör Erik Baumann, instrumental.
- Man borde inte sova (En borde inte sova), kompositör Gustaf Wennerberg, text Jeremias i Tröstlösa, framförs med sång av okänd artist
- Som stjärnan uppå himmelen, sång Ulla Zetterberg
- Oh! Susanna, kompositör och text Stephen C. Foster, framförs på munspel av okänd artist
- Min flicka hon är rund och grann, kompositör och text Anders Börje, sång Anders Börje